# Atletiba da Gripe
O Atletiba da Gripe foi uma partida válida pela primeira rodada do Campeonato Paranaense de 1933, disputada pelos clubes curitibanos Coritiba e Atlético Paranaense.
Após o fim da partida, jornais da época como Diário da Tarde começaram a mencionar o Atlético Paranaense como o "Time da Raça", principal apelido utilizado pelo clube até 1949, quando surgiu o apelido de "Furacão".

## Contexto
A partida seria válida pela abertura do Campeonato Paranaense daquele ano, sendo disputada no estádio do Coritiba, o Belfort Duarte, atual Couto Pereira. A Federação Paranaense havia marcado o Atletiba como o primeiro jogo do campeonato, porém, os dirigentes rubro-negros pediram a adiação da partida, devido à metade do elenco do clube na época estar fortemente gripado.
A federação aceitou o pedido, mas o Coritiba não aceitou o pedido, confirmando a partida para ser realizada normalmente na data definida, "antevendo uma vitória fácil". O Atlético cogitou W/O, enquanto os seis jogadores doentes, superando a febre e o mal-estar, pediram para jogarem aquela partida.
Após os jogadores anunciarem a sua participação no jogo, a diretoria do Atlético enviou uma carta à Gazeta do Povo, informando-os de:

Comunicamos aos nossos prezados consórcios e à família curitibana que, em virtude de seis amadores do nosso quadro principal, acharem-se alguns gripados e outros contundidos, era nossa intenção não disputar a primeira rodada, entregando os pontos ao nosso antagonista, dada a sua atitude pouco cordeal para com o nosso club, quando não concordou com a transferência do jogo para outra data. Acontece porém, que nossos amadores, sabedores da nossa intenção, compareceram incorporados a nossa sede social, pondo-se não só à nossa disposição, como, também, exigindo a realização do jogo. Em face da abnegação dos nossos amadores, resolvemos disputar o jogo em apreço, prestando assim uma homenagem aos nossos denodados defensores que, com sacrifício da sua própria saúde, vão combater ardorosamente em prol do nosso pavilhão. 'Não nos move a veleidade da vitória'.
Sem outro motivo, atenciosamente subscrevemo-nos.— Diretoria do Clube Atlético Paranaense

## Partida
No primeiro tempo, o Atlético saiu na frente, após o Mimi dar assistência ao Rosa, marcando o primeiro gol rubro-negro. Em um ataque pelo centro, Levoratto chuta cruzado e marca o gol que empata o jogo. O jogador coxa-branca Anjolillo acaba cometendo uma falta próximo à área no jogador Rosa, com a falta sendo cobrada pelo Marreco, fazendo um "golaço" de falta, terminando o primeiro tempo no placar 2 a 1 para o Atlético.
O segundo tempo foi bastante equilibrado, porém, os atleticanos conseguiram manter o placar, terminando assim, pelo placar final de 2 a 1, com a vitória atleticana.

### Resumo
| 21 de maio | Coritiba  | 1 – 2 | Atlético Paranaense | Belfort Duarte, Curitiba |
|            | Levoratto |       | Rosa · Marreco      | Árbitro: Athayde Santos  |

| Coritiba | Atlético |

| CORITIBA    |  |
|             |  |
| Esmanhotto, |  |
| Anjolillo,  |  |
| Pizzatto,   |  |
| Guarany,    |  |
| Ninho,      |  |
| Contim,     |  |
| Laudelino,  |  |
| Levoratto,  |  |
| Emílio,     |  |
| Pizzatinho, |  |
| Érico       |  |

| ATLÉTICO  |  |
|           |  |
| Alberto,  |  |
| Zanetti,  |  |
| Normando, |  |
| Canoco,   |  |
| Falcine,  |  |
| Cid,      |  |
| Naná,     |  |
| Marreco,  |  |
| Rosa,     |  |
| Mimi,     |  |
| Firmino   |  |